# Právo na spravedlivé pracovní podmínky
Právo na spravedlivé pracovní podmínky je základním sociálním právem, které zajišťuje zaměstnancům důstojné a bezpečné pracovní prostředí. Toto právo zahrnuje bezpečnost a ochranu zdraví při práci, přiměřenou pracovní dobu, odpočinek, spravedlivou odměnu a zajištění nediskriminačních podmínek.

## Právo na spravedlivé pracovní podmínky v České republice
V České republice je toto právo upraveno na ústavní i zákonné úrovni.
- Listina základních práv a svobod: Článek 28 zajišťuje právo na uspokojivé pracovní podmínky a spravedlivou odměnu za vykonanou práci.[zdroj?]

- Zákoník práce (zákon č. 262/2006 Sb.): Podrobně upravuje pracovní dobu, odměňování, bezpečnost a ochranu zdraví při práci a další aspekty pracovních podmínek.[2]
- Judikatura Ústavního soudu: Rozhodnutí I. ÚS 2820/20 zdůrazňuje význam spravedlivé odměny a rovného zacházení v pracovněprávních vztazích. V tomto usnesení Ústavní soud řešil otázku rozdílného odměňování zaměstnanců na stejných pozicích v různých regionech. Soudní rozhodnutí potvrdilo zásadu rovného zacházení a spravedlivé odměny bez ohledu na regionální rozdíly.[3]

#### Funkce pracovního práva
Pracovní právo plní několik základních funkcí, které se v průběhu času vyvíjejí v reakci na společenské a ekonomické změny. Mezi hlavní funkce patří funkce ochranná, organizační a výchovná. Ochranná funkce je klíčová pro zajištění spravedlivých pracovních podmínek.

#### Funkce ochrany v pracovním právu
Ochranná funkce pracovního práva se zaměřuje na fyzickou bezpečnost zaměstnanců a na zajištění důstojných sociálních a pracovních podmínek. Zahrnuje ochranu před zdravotními riziky a garanci mzdových podmínek, které podporují životní úroveň pracovníků a jejich rodin.

## Mezinárodní právní zakotvení
Právo na spravedlivé pracovní podmínky je uznáváno jako součást základních lidských práv v rámci mezinárodního práva. Toto právo chrání zaměstnance před vykořisťováním a usiluje o zajištění důstojných podmínek při výkonu práce, včetně přiměřené pracovní doby, bezpečnosti, zdraví a rovného zacházení.[zdroj?]

#### Všeobecná deklarace lidských práv
V článku 23 Všeobecné deklarace lidských práv je uvedeno, že: „každý má právo na práci, na svobodu volby povolání, na spravedlivé a uspokojivé pracovní podmínky a na ochranu proti nezaměstnanosti“.

#### Mezinárodní pakt o hospodářských, sociálních a kulturních právech
Článek 7 Mezinárodního paktu o hospodářských, sociálních a kulturních právech OSN zaručuje, že státy uznávají „právo každého na spravedlivé a příznivé pracovní podmínky, zejména na odměnu zajišťující důstojné živobytí pro pracovníka a jeho rodinu, bezpečné a zdravé pracovní podmínky, rovnost příležitostí a odpočinek včetně rozumného omezení pracovní doby a placené dovolené“.

#### Mezinárodní organizace práce(MOP)
MOP byla založena v roce 1919 a přijala řadu úmluv, které se týkají spravedlivých pracovních podmínek, včetně Úmluvy č. 1 o pracovní době a Úmluvy č. 100 o rovnosti odměňování mužů a žen za stejnou práci. Členské státy, které tyto úmluvy ratifikují, jsou povinny je implementovat do svého vnitrostátního práva.

#### Evropská sociální charta
Evropská sociální charta Rady Evropy v článcích 2 a 3 ukládá smluvním státům povinnost zajistit přiměřenou pracovní dobu, bezpečné pracovní podmínky a ochranu zdraví pracovníků.[zdroj?]

#### Listina základních práv Evropské unie
Článek 31 Listiny základních práv EU stanovuje, že „každý pracovník má právo na pracovní podmínky respektující jeho zdraví, bezpečnost a důstojnost“ a dále právo na „omezenou pracovní dobu, denní a týdenní odpočinek a placenou dovolenou“. Tato ustanovení jsou závazná pro členské státy EU při uplatňování práva EU.